# Murdoch Mitchison
Pour les articles homonymes, voir Mitchison.
John Murdoch Mitchison (11 juin 1922, Oxford - 17 mars 2011, Édimbourg) est un zoologiste britannique.

## Biographie
Mitchison est le fils de l'homme politique travailliste Dick Mitchison et de sa femme, l'écrivain Naomi Haldane. Le biologiste John Burdon Sanderson Haldane est son oncle et le physiologiste John Scott Haldane son grand-père maternel. Il est le frère du bactériologiste Denis Mitchison, et du zoologiste Avrion Mitchison. Il épouse l'historienne Rosalind Mitchison,.
Mitchison étudie au Winchester College et au Trinity College de Cambridge, avant de devenir professeur de zoologie à l'Université d'Édimbourg en 1963 après y avoir travaillé pendant une décennie. Il est élu membre de la Royal Society en 1978 .
Considéré comme un pionnier dans le domaine de la biologie cellulaire, Mitchison développe la levure Schizosaccharomyces pombe comme système modèle pour étudier les mécanismes et la cinétique de la croissance et du cycle cellulaire,,,,,,.
Il est conseiller académique du lauréat du prix Nobel de physiologie 2001, Paul Nurse.